# Усубалиев, Турдакун Усубалиевич

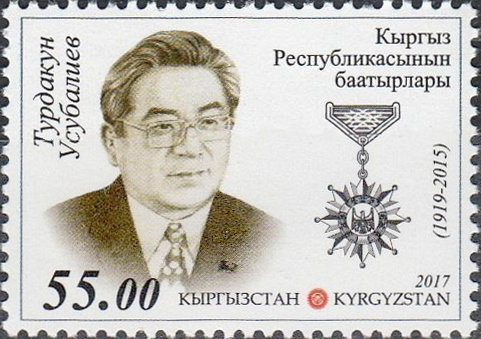
Турдакун Усубалиев на почтовой марке Киргизии. 2017

Турдаку́н Усубали́евич Усубали́ев (кирг. Турдакун Усубалы уулу Усубалиев; 6 ноября 1919, Кочкорка, РСФСР — 7 сентября 2015, Бишкек) — советский государственный и партийный деятель, первый секретарь ЦК Коммунистической партии Киргизии (1961—1985). Герой Киргизской Республики (1999).

## Биография
Родился в с. Тендик (Нарынская область), Тянь-Шаньской области КР) в бедной крестьянской семье, по национальности киргиз.
В 1941—1991 гг. — член ВКП(б)/КПСС.
В 1939—1941 гг. проходил обучение в Киргизском государственном педагогическом институте. В 1945 гг. окончил Высшую партийную школу при ЦК ВКП(б), г. Москва, в 1955 г. — Московский государственный педагогический институт им. В. И. Ленина имени (заочно).
- 1937—1939 гг. — учитель, заведующий учебной частью средней школы с. Кочкор Тянь — Шаньской области,
- 1941—1942 гг. — заместитель заведующего отделом пропаганды и агитации Кочкорского районного комитета КП(б) Киргизии Тянь — Шаньской области,
- 1942—1943 гг. — инструктор отдела пропаганды и агитации ЦК КП(б) Киргизии,
- 1945—1955 гг. — инструктор отдела пропаганды и агитации ЦК ВКП(б)/КПСС,
- 1955—1956 гг. — главный редактор газеты «Советтик Кыргызстан» («Советская Киргизия»),
- 1956—1958 гг. — заведующий Отделом пропаганды и агитации ЦК КП Киргизской ССР,
- 1958—1961 гг. — первый секретарь Фрунзенского городского комитета КП Киргизской ССР,
- 1959—1961 гг. — председатель Верховного Совета Киргизской ССР,
- 1961—1985 гг. — первый секретарь ЦК КП Киргизской ССР.

В этот период в Киргизской ССР было построено 150 крупных промышленных объектов, в том числе самая мощная в республике Токтогульская ГЭС, а также Учкурганская ГЭС, Курпсайская ГЭС, камвольно-суконный комбинат и автосборочный завод во Фрунзе, Кантский цементно-шиферный комбинат, Токмакский завод листового стекла, Майли — Сууйский электроламповый завод. Валовая продукция промышленности в 1960—1980 гг. выросла в пять раз, при этом производство электроэнергии — в 12 раз — с 0,8 миллиарда до 10 миллиардов киловатт — часов в год.
Осуществлялась активная застройка г. Фрунзе, было сдано примерно 512 тысяч квартир, а свои жилищные условия улучшили почти 2,5 миллиона жителей (больше половины населения республики). В 1970 году был утверждён новый Генеральный план, разработанный ЦНИИП градостроительства, целью которого являлась организация планировочной структуры, полностью обеспечивавшей гармоничное развитие застройки страны на период до 1995 года. Рост жилищного строительства в Киргизской ССР с момента принятия нового плана значительно увеличился, национальный фонд жилья вырос во много раз, было сдано более 50 миллионов квадратных метров по всей стране. 
Член ЦК КПСС (1961—1986), депутат Верховного Совета СССР 6—11-го созывов.
С ноября 1985 г. — на пенсии.
В 1993—2005 гг. — депутат парламента (Жогорку Кенеша) Киргизской Республики, председатель Комитета по депутатским полномочиям, этике, связям с общественными объединениями и средствами массовой информации.
В июне 2008 г. выступил соучредителем политического движения «Единый Кыргызстан».
Скончался 7 сентября 2015 года, похоронен на Ала-Арчинском кладбище.

## Награды и звания
- Герой Киргизской Республики с вручением особого знака «Ак Шумкар» (14 октября 1999) — за выдающиеся заслуги перед государством и народом Кыргызстана[3].
- Орден «Манас» I степени (4 февраля 1997) — за выдающийся вклад в приумножение социально-экономического потенциала страны[4].
- Орден Дружбы (25 сентября 1999, Россия) — за большой вклад в укрепление дружбы и сотрудничества между народами Киргизской Республики и Российской Федерации[5].
- 4 ордена Ленина (1964 г.,5 ноября 1969 года; 6 ноября 1979 года, …).
- Орден Октябрьской Революции(1979 г.).
- 2 Ордена Трудового Красного Знамени (1964, ….).
- Медаль «За доблестный труд в Великой Отечественной войне 1941—1945 гг.».
- Медаль «В ознаменование 100-летия со дня рождения Владимира Ильича Ленина».
- Медаль «За отличие в охране государственной границы СССР».
- Медаль «За освоение целинных земель».
- 7 Золотых медалей ВДНХ.
- Почётный гражданин города Бишкек[6].

## Семья
Отец Усубалы Кененсариев, Мать — Рапия Байгазиева.
Супруга — Усубалиева Кульжаке Ниязалиевна (1920—2000).
Дети: сын Сыргак (1946—2007), сын Есенкул (1948—2019), дочь Бермет 1958 г. р.
Внуки и внучка по мужской линии, Усубалиевы: Эркин, Эрмек, Энвер, Эсен и Бегаим.
Правнуки и правнучка, Усубалиевы: Элан, Этар, Эмир, Эмад, Таир-Кемаль и Сана-Адель.